# Plagopterus argentissimus
Genre
Espèce
Statut de conservation UICN

 CR B1ab(i,ii,iii,v) : 
En danger critique
Plagopterus argentissimus est un poisson de la famille des cyprinidés, endémique de la rivière Virgin dans le sud-ouest des États-Unis.

## Alimentation
Omnivore, il se nourrit d'algues, de graines, d'insectes aquatiques et de leurs larves.